# Omega Pharma-Lotto 2010
Questa voce raccoglie le informazioni riguardanti l'Omega Pharma-Lotto nelle competizioni ufficiali della stagione 2010.

## Stagione
Avendo licenza da UCI ProTeam, la squadra ciclistica belga ha diritto di partecipare alle gare del Calendario mondiale UCI 2010, oltre a quelle dei circuiti continentali UCI.

## Organico

### Staff tecnico
GM=Generale Manager, TM=Team Manager, DS=Direttore Sportivo.
|  | Naz.              | Ruolo | Sportivo        |  |  |  |
|  | ----------------- | ----- | --------------- |  |  |  |
|  | Belgio (bandiera) | GM    | Geert Coeman    |  |  |  |
|  | Belgio (bandiera) | TM    | Marc Sergeant   |  |  |  |
|  | Italia (bandiera) | DS    | Roberto Damiani |  |  |  |
|  | Belgio (bandiera) | DS    | Marc Wauters    |  |  |  |
|  | Belgio (bandiera) | DS    | Hendrik Redant  |  |  |  |
|  | Belgio (bandiera) | DS    | Dirk De Wolf    |  |  |  |
|  | Belgio (bandiera) | DS    | Herman Frison   |  |  |  |

## Ciclomercato
| Jan Bakelants          | Topsport Vlaand.     |
| Adam Blythe            | Davo-Lotto-Davitamon |
| Gerben Löwik           | Vacansoleil          |
| Daniel Moreno          | Caisse d'Epargne     |
| Jean-Christophe Péraud | Creusot Cyclisme     |
| Walt De Winter         | Davo-Lotto           |
| Jens Debusschere       | PWS Eijssen          |

| Bart Dockx        | Landbouwkrediet  |
| Cadel Evans       | BMC              |
| Gorik Gardeyn     | Vacansoleil      |
| Pieter Jacobs     | Topsport Vlaand. |
| Roy Sentjens      | Milram           |
| Johan Vansummeren | Garmin           |

## Palmarès

### Corse a tappe
ProTour
- Giro d'Italia

6ª tappa (Matthew Lloyd)
Classifica scalatori (Matthew Lloyd)
- Vuelta a España

3ª tappa (Philippe Gilbert)
19ª tappa (Philippe Gilbert)
Continental
- Tour de Namur

3ª tappa (Jens Debusschere)
- Giro del Belgio

1ª tappa (Philippe Gilbert)
- Circuit Franco-Belge

1ª tappa (Adam Blythe)
3ª tappa (Adam Blythe)
Classifica generale (Adam Blythe)

### Corse in linea
ProTour
- Amstel Gold Race (Philippe Gilbert)
- Giro di Lombardia (Philippe Gilbert)

Continental
- Nationale Sluitingsprijs (Adam Blythe)
- Giro del Piemonte (Philippe Gilbert)

## Classifiche UCI

### Calendario mondiale UCI
Individuale
Piazzamenti dei corridori della Omega Pharma-Lotto nella classifica individuale del Calendario mondiale UCI 2010.
| Pos. | Ciclista               | Punti |
| ---- | ---------------------- | ----- |
| 3    | Philippe Gilbert       | 437   |
| 29   | Jurgen Van Den Broeck  | 169   |
| 66   | Jean-Christophe Péraud | 80    |
| 81   | Jürgen Roelandts       | 58    |
| 111  | Staf Scheirlinckx      | 30    |
| 124  | Leif Hoste             | 20    |
| 141  | Matthew Lloyd          | 16    |
| 171  | Greg Van Avermaet      | 8     |
| 202  | Jan Bakelants          | 5     |
| 236  | Daniel Moreno          | 2     |
| 240  | Mario Aerts            | 2     |
| 265  | Sebastian Lang         | 1     |
| 270  | Kenny De Haes          | 1     |
| 275  | Adam Blythe            | 1     |

Squadra
La Omega Pharma-Lotto ha chiuso in ottava posizione con 774 punti.